# Eliminatórias da Copa do Mundo FIFA de 2006
Um total de 197 seleções participaram das Eliminatórias da Copa do Mundo FIFA de 2006, competindo por 32 vagas disponíveis na fase final, distribuídos entre as zonas continentais da seguinte maneira:
- Europa - representada pela UEFA : 51 seleções competindo por 13 vagas (a 14.ª seleção europeia é a Alemanha, já classificada por ser país-sede)
- África - a CAF : 51 seleções para 5 vagas
- América do Sul - CONMEBOL : 10 seleções, 4,5 vagas¹
- Ásia - a AFC : 39 seleções, 4,5 vagas²
- América do Norte, Central e Caribe - CONCACAF : 34 seleções, 3,5 vagas²
- Oceania - a OFC : 11 seleções : 0,5 vaga¹

¹ O quinto lugar da América do Sul e o primeiro lugar da Oceania disputaram um vaga.
² O quarto lugar da América do Norte e o quinto lugar da Ásia disputaram uma vaga.

## Considerações sobre as Eliminatórias
Pela primeira vez na história da Copa do Mundo (depois do primeiro evento em 1930), o defensor do título (Brasil) não se qualifica automaticamente. Os anfitriões (nesse caso, a Alemanha) ficam com a vaga automática.
A distribuição original das vagas entre as seis confederações tinha uma vaga "inteira" para a Oceania entre os 32 finalistas; contudo, essa ideia foi vista como dar à Austrália uma vaga praticamente garantida nas finais, sendo de longe a nação mais forte no futebol daquela região. Essa decisão foi reconsiderada em Junho de 2003 e a distribuição prévia de vagas entre a Oceania e a América do Sul foi restaurada.
O sorteio para cinco das seis eliminatórias aconteceu em 5 de dezembro de 2003 em Frankfurt, enquanto todos os membros da América do Sul competirão em um único grupo. Para todas as outra confederações, as eliminatórias começaram em Janeiro de 2004.

## Europa
Para a Europa form distribuídas 14 das 32 vagas disponíveis no torneio, sendo uma delas automaticamente dada à Alemanha como sendo o país-sede.
As 51 seleções restantes na confederação foram divididas em 8 grupos; 3 grupos de 7 e 5 grupos de 6 seleções. Dentro de cada grupo, todos os times jogaram entre si em sistema de "turno e returno" - os vencedores de cada um dos 8 grupos automaticamente classificaram-se para a fase final da Copa do Mundo, na Alemanha.
Os vice-campeões de cada grupo foram ranqueados. Para tornar o resultado mais justo, em grupos de 7 seleções, os resultados contra o 7º colocado foram descartados. Os dois melhores vice-campeões de grupo classificaram-se para a Copa. Os outros seis foram divididos em três grupos de dois países, decidindo a vaga em um único "mata-mata". Os três vencedores também avançaram para a Copa do Mundo.

### Grupo 1
| P  | País          | J  | V  | E | D | GP | GC | Pts |
| -- | ------------- | -- | -- | - | - | -- | -- | --- |
| 1° | Países Baixos | 12 | 10 | 2 | 0 | 27 | 3  | 32  |
| 2° | Tchéquia      | 12 | 9  | 0 | 3 | 35 | 12 | 27  |
| 3° | Romênia       | 12 | 8  | 1 | 3 | 20 | 10 | 25  |
| 4° | Finlândia     | 12 | 5  | 1 | 6 | 21 | 19 | 16  |
| 5° | Macedônia     | 12 | 2  | 3 | 7 | 11 | 24 | 9   |
| 6° | Armênia       | 12 | 2  | 1 | 9 | 9  | 25 | 7   |
| 7° | Andorra       | 12 | 1  | 2 | 9 | 4  | 34 | 5   |

### Grupo 2
| P  | País        | J  | V | E | D  | GP | GC | Pts |
| -- | ----------- | -- | - | - | -- | -- | -- | --- |
| 1° | Ucrânia *   | 12 | 7 | 4 | 1  | 18 | 7  | 25  |
| 2° | Turquia     | 12 | 6 | 5 | 1  | 23 | 9  | 23  |
| 3° | Dinamarca   | 12 | 6 | 4 | 2  | 24 | 12 | 22  |
| 4° | Grécia      | 12 | 6 | 3 | 3  | 15 | 9  | 21  |
| 5° | Albânia     | 12 | 4 | 1 | 7  | 11 | 20 | 13  |
| 6° | Geórgia     | 12 | 2 | 4 | 6  | 14 | 25 | 10  |
| 7° | Cazaquistão | 12 | 0 | 1 | 11 | 6  | 29 | 1   |

### Grupo 3
| P  | País          | J  | V | E | D  | GP | GC | Pts |
| -- | ------------- | -- | - | - | -- | -- | -- | --- |
| 1° | Portugal      | 12 | 9 | 3 | 0  | 35 | 5  | 30  |
| 2° | Eslováquia    | 12 | 6 | 5 | 1  | 24 | 8  | 23  |
| 3° | Rússia        | 12 | 6 | 5 | 1  | 23 | 12 | 23  |
| 4° | Estónia       | 12 | 5 | 2 | 5  | 16 | 17 | 17  |
| 5° | Letónia       | 12 | 4 | 3 | 5  | 18 | 21 | 15  |
| 6° | Liechtenstein | 12 | 2 | 2 | 8  | 13 | 23 | 8   |
| 7° | Luxemburgo    | 12 | 0 | 0 | 12 | 5  | 48 | 0   |

### Grupo 4
| P  | País        | J  | V | E | D | GP | GC | Pts |
| -- | ----------- | -- | - | - | - | -- | -- | --- |
| 1° | França      | 10 | 5 | 5 | 0 | 14 | 2  | 20  |
| 2° | Suíça       | 10 | 4 | 6 | 0 | 18 | 7  | 18  |
| 3° | Israel      | 10 | 4 | 6 | 0 | 15 | 10 | 18  |
| 4° | Irlanda     | 10 | 4 | 5 | 1 | 12 | 5  | 17  |
| 5° | Chipre      | 10 | 1 | 1 | 8 | 8  | 20 | 4   |
| 6° | Ilhas Faroé | 10 | 0 | 1 | 9 | 4  | 27 | 1   |

### Grupo 5
| P  | País         | J  | V | E | D | GP | GC | Pts |
| -- | ------------ | -- | - | - | - | -- | -- | --- |
| 1° | Itália       | 10 | 7 | 2 | 1 | 17 | 8  | 23  |
| 2° | Noruega      | 10 | 5 | 3 | 2 | 12 | 7  | 18  |
| 3° | Escócia      | 10 | 3 | 4 | 3 | 9  | 7  | 13  |
| 4° | Eslovênia    | 10 | 3 | 3 | 4 | 10 | 13 | 12  |
| 5° | Bielorrússia | 10 | 2 | 4 | 4 | 12 | 14 | 10  |
| 6° | Moldávia     | 10 | 1 | 2 | 7 | 5  | 16 | 5   |

### Grupo 6
| P  | País             | J  | V | E | D | GP | GC | Pts |
| -- | ---------------- | -- | - | - | - | -- | -- | --- |
| 1° | Inglaterra       | 10 | 8 | 1 | 1 | 17 | 5  | 25  |
| 2° | Polônia          | 10 | 8 | 0 | 2 | 27 | 9  | 24  |
| 3° | Áustria          | 10 | 4 | 3 | 3 | 15 | 12 | 15  |
| 4° | Irlanda do Norte | 10 | 2 | 3 | 5 | 10 | 18 | 9   |
| 5° | País de Gales    | 10 | 2 | 2 | 6 | 10 | 15 | 8   |
| 6° | Azerbaijão       | 10 | 0 | 3 | 7 | 1  | 21 | 3   |

### Grupo 7
| P  | País                | J  | V | E | D  | GP | GC | Pts |
| -- | ------------------- | -- | - | - | -- | -- | -- | --- |
| 1° | Sérvia e Montenegro | 10 | 6 | 4 | 0  | 16 | 1  | 22  |
| 2° | Espanha             | 10 | 5 | 5 | 0  | 19 | 3  | 20  |
| 3° | Bósnia-Herzegovina  | 10 | 4 | 4 | 2  | 12 | 9  | 16  |
| 4° | Bélgica             | 10 | 3 | 3 | 4  | 16 | 11 | 12  |
| 5° | Lituânia            | 10 | 2 | 4 | 4  | 8  | 9  | 10  |
| 6° | San Marino          | 10 | 0 | 0 | 10 | 2  | 40 | 0   |

### Grupo 8
| P  | País     | J  | V | E | D | GP | GC | Pts |
| -- | -------- | -- | - | - | - | -- | -- | --- |
| 1° | Croácia  | 10 | 7 | 3 | 0 | 21 | 5  | 24  |
| 2° | Suécia   | 10 | 8 | 0 | 2 | 30 | 4  | 24  |
| 3° | Bulgária | 10 | 4 | 3 | 3 | 17 | 17 | 15  |
| 4° | Hungria  | 10 | 4 | 2 | 4 | 13 | 14 | 14  |
| 5° | Islândia | 10 | 1 | 1 | 8 | 14 | 27 | 4   |
| 6° | Malta    | 10 | 0 | 3 | 7 | 4  | 32 | 3   |

 J= Jogos; V = Vitórias; E = Empates; D = Derrotas; GP = Gols Pró; GC = Gols contra e Pts = Pontos

## África
As 30 seleções sobreviventes das fases anteriores foram distribuídas em 5 grupos de 6 seleções cada. Dentro de cada grupo, todos jogaram contra todos em turno e returno. Os cinco vencedores de seu grupo receberam as vagas para as finais da Copa do Mundo.

### Grupo 1
| P  | País    | J  | V | E | D | GP | GC | Pts |
| -- | ------- | -- | - | - | - | -- | -- | --- |
| 1° | Togo    | 10 | 7 | 2 | 1 | 20 | 8  | 23  |
| 2° | Senegal | 10 | 6 | 3 | 1 | 21 | 8  | 21  |
| 3° | Zâmbia  | 10 | 6 | 1 | 3 | 16 | 10 | 19  |
| 4° | Congo   | 10 | 3 | 1 | 6 | 10 | 14 | 10  |
| 5° | Mali    | 10 | 2 | 2 | 6 | 11 | 14 | 8   |
| 6° | Libéria | 10 | 1 | 1 | 8 | 3  | 27 | 4   |

### Grupo 2
| P  | País          | J  | V | E | D | GP | GC | Pts |
| -- | ------------- | -- | - | - | - | -- | -- | --- |
| 1° | Gana          | 10 | 6 | 3 | 1 | 17 | 4  | 21  |
| 2° | R.D. Congo    | 10 | 4 | 4 | 2 | 14 | 10 | 16  |
| 3° | África do Sul | 10 | 5 | 1 | 4 | 12 | 14 | 16  |
| 4° | Burkina Fasso | 10 | 4 | 1 | 5 | 14 | 13 | 13  |
| 5° | Cabo Verde    | 10 | 3 | 1 | 6 | 8  | 15 | 10  |
| 6° | Uganda        | 10 | 2 | 2 | 6 | 6  | 15 | 8   |

### Grupo 3
| P  | País            | J  | V | E | D | GP | GC | Pts |
| -- | --------------- | -- | - | - | - | -- | -- | --- |
| 1° | Costa do Marfim | 10 | 7 | 1 | 2 | 20 | 7  | 22  |
| 2° | Camarões        | 10 | 6 | 3 | 1 | 18 | 18 | 21  |
| 3° | Egito           | 10 | 5 | 2 | 3 | 26 | 15 | 17  |
| 4° | Líbia           | 10 | 3 | 3 | 4 | 8  | 10 | 12  |
| 5° | Sudão           | 10 | 1 | 3 | 6 | 6  | 22 | 6   |
| 6° | Benin           | 10 | 1 | 2 | 7 | 9  | 23 | 5   |

### Grupo 4
| P  | País     | J  | V | E | D | GP | GC | Pts |
| -- | -------- | -- | - | - | - | -- | -- | --- |
| 1° | Angola   | 10 | 6 | 3 | 1 | 12 | 6  | 21  |
| 2° | Nigéria  | 10 | 6 | 3 | 1 | 21 | 7  | 21  |
| 3° | Zimbábue | 10 | 4 | 3 | 3 | 13 | 14 | 15  |
| 4° | Gabão    | 10 | 2 | 4 | 4 | 11 | 13 | 10  |
| 5° | Argélia  | 10 | 1 | 5 | 4 | 8  | 15 | 8   |
| 6° | Ruanda   | 10 | 1 | 2 | 7 | 6  | 16 | 5   |

### Grupo 5
| P  | País     | J  | V | E | D | GP | GC | Pts |
| -- | -------- | -- | - | - | - | -- | -- | --- |
| 1° | Tunísia  | 10 | 6 | 3 | 1 | 25 | 9  | 21  |
| 2° | Marrocos | 10 | 5 | 5 | 0 | 17 | 7  | 20  |
| 3° | Guiné    | 10 | 5 | 2 | 3 | 15 | 10 | 17  |
| 4° | Quênia   | 10 | 3 | 1 | 6 | 8  | 17 | 10  |
| 5° | Botsuana | 10 | 3 | 0 | 7 | 10 | 18 | 9   |
| 6° | Malaui   | 10 | 1 | 3 | 6 | 12 | 26 | 6   |

 J= Jogos; V = Vitórias; E = Empates; D = Derrotas; GP = Gols Pró; GC = Gols Contra e Pts = Pontos

## América do Sul
Essa região foi disputada no formato "turno e returno" de campeonato envolvendo todos os 10 times em uma competição que começou em Setembro de 2003. Os 4 melhores classificados se classificaram automaticamente para as finais da Copa do Mundo de 2006, na Alemanha, e o quinto colocado diputou um "mata-mata" contra o vencedor da Oceania.
| P   | País      | J  | V  | E | D  | GP | GC | Pts |
| --- | --------- | -- | -- | - | -- | -- | -- | --- |
| 1°  | Brasil    | 18 | 9  | 7 | 2  | 35 | 17 | 34  |
| 2°  | Argentina | 18 | 10 | 4 | 4  | 29 | 17 | 34  |
| 3°  | Equador   | 18 | 8  | 4 | 6  | 23 | 19 | 28  |
| 4°  | Paraguai  | 18 | 8  | 4 | 6  | 23 | 23 | 28  |
| 5°  | Uruguai   | 18 | 6  | 7 | 5  | 23 | 28 | 25  |
| 6°  | Colômbia  | 18 | 6  | 6 | 6  | 24 | 16 | 24  |
| 7°  | Chile     | 18 | 5  | 7 | 6  | 18 | 22 | 22  |
| 8°  | Venezuela | 18 | 5  | 3 | 10 | 20 | 28 | 18  |
| 9°  | Peru      | 18 | 4  | 6 | 8  | 20 | 28 | 18  |
| 10° | Bolívia   | 18 | 4  | 2 | 12 | 20 | 37 | 14  |

 P= Posição; J = Jogos; V = Vitórias; E = Empates; D = Derrotas; GP = Gols Pró; GC = Gols Contra e Pts = Pontos
- Em amarelo - Classificado para a repescagem

## América do Norte, Central e Caribe

### Terceira fase
Essa fase foi disputada no sistema "turno e returno" envolvendo 6 seleções. Os 3 melhores se classificaram para as finais da Copa do Mundo de 2006 e o quarto colocado disputou a vaga contra um representante asiático.
| P  | País              | J  | V | E | D | GP | GC | Pts |
| -- | ----------------- | -- | - | - | - | -- | -- | --- |
| 1° | México            | 10 | 7 | 1 | 2 | 22 | 9  | 22  |
| 2° | Estados Unidos    | 10 | 7 | 1 | 2 | 16 | 6  | 22  |
| 3° | Costa Rica        | 10 | 5 | 1 | 4 | 15 | 14 | 16  |
| 4° | Trinidad e Tobago | 10 | 4 | 1 | 5 | 10 | 15 | 13  |
| 5° | Guatemala         | 10 | 3 | 2 | 5 | 16 | 18 | 11  |
| 6° | Panamá            | 10 | 0 | 2 | 8 | 4  | 21 | 2   |

 P = Posição; J = Jogos; V = Vitórias; E = Empates; D = Derrotas; GP = Gols Pró; GC = Gols Contra e Pts = Pontos
- Em amarelo - Classificado para a repescagem

## Ásia

### Terceira fase
As oito seleções que classificaram-se da segunda fase foram colocados em 2 grupos de 4. Novamente as seleções jogaram em turno e returno em seus grupos. As 2 melhores seleções em cada grupo se classificaram para a Copa do Mundo. Os terceiros colocados de cada grupo (Uzbequistão e Bahrein) jogaram um "mata-mata" entre si para definir o representante asiático que disputaria uma vaga contra o 4º colocado da CONCACAF.
| P  | Grupo A          | J | V | E | D | GP | GC | Pts |
| -- | ---------------- | - | - | - | - | -- | -- | --- |
| 1° | Arábia Saudita * | 6 | 4 | 2 | 0 | 10 | 1  | 14  |
| 2° | Coreia do Sul *  | 6 | 3 | 1 | 2 | 9  | 5  | 10  |
| 3° | Uzbequistão **   | 6 | 1 | 2 | 3 | 7  | 11 | 5   |
| 4° | Kuwait           | 6 | 1 | 1 | 4 | 4  | 13 | 4   |

| P  | Grupo B         | J | V | E | D | GP | GC | Pts |
| -- | --------------- | - | - | - | - | -- | -- | --- |
| 1° | Japão *         | 6 | 5 | 0 | 1 | 9  | 4  | 15  |
| 2° | Irã *           | 6 | 4 | 1 | 1 | 7  | 3  | 13  |
| 3° | Bahrein**       | 6 | 1 | 1 | 4 | 4  | 7  | 4   |
| 4° | Coreia do Norte | 6 | 1 | 0 | 5 | 5  | 11 | 3   |

(*) Classificados para a Copa do Mundo

(**) Disputam a repescagem da Ásia
 P = Posição; J= Jogos; V = Vitórias; E = Empates; D = Derrotas; GP = Gols Pró; GC = Gols Contra e Pts = Pontos
(*) Esse é o resultado do jogo redisputado, pois o anterior foi cancelado por problemas na arbitragem.
O Bahrein ganhou a vaga e disputou a repescagem contra  Trinidad e Tobago.
 Trinidad e Tobago venceu no agregado das duas partidas por 2-1.
 Copa do Mundo de 2006 - Eliminatórias da Ásia - Artigo principal com uma lista de todas as partidas, resultados e a tabela de classificação atualizada.

## Oceania
Austrália e  Ilhas Salomão disputaram a vaga da Oceania em dois jogos de ida-e-volta em Setembro de 2005. O vencedor ( Austrália) enfrentou o quinto colocado da América do Sul ( Uruguai) em dois jogos.
| Final                 | Final     |     |
| --------------------- | --------- | --- |
| 3 de setembro de 2005 | AUS : SOL | 7:0 |
| 6 de setembro de 2005 | SOL : AUS | 1:2 |

## Repescagem
No final de 2005, o quinto colocado da América do Sul (Uruguai) jogou contra o campeão da Oceania (Austrália). Também, o quinto colocado da Ásia (Bahrein) jogou contra o quarto colocado da CONCACAF (Trinidad e Tobago). Cada um dessas disputas teve ida-e-volta e os dois vencedores ganharam as últimas vagas na Copa do Mundo. Venceram Trinidad e Tobago e Austrália.